# 化石超進化 スペクトロブス
『化石超進化 スペクトロブス』（かせきちょうしんか スペクトロブス）は、ジュピターが開発し、ディズニー・インタラクティブ・スタジオより2007年3月15日に発売されたニンテンドーDS用SFゲーム。スペクトロブスシリーズの第1作。発売元の親会社の作品に基づかないオリジナル作。
商業的には成功したとされ、ディズニー・インタラクティブ・スタジオは発売月に全世界70万本以上出荷、ベストセラーのサードパーティーで全体の7位だった。
日本国外ではSpectrobes Collector's Editionが発売。38の入力コードカード、専用ジオ入力カード、ミニガイドが同梱された。

## ストーリー
いつもの任務の最中、ナナイロ星系巡回隊のメンバーのラーレンとジーナが奇妙な遭難信号をキャッチ、10年以上コールドスリープ状態の老人が入っているカプセルを見つける。意識を戻したAldousという男はクロールと呼ばれる邪悪な存在が故郷の星を襲撃したことを話す。3人はクロールからナナイロ星系を守ることを決意する。
ラーレンの上司Grant司令官はナナイロ星系の星7つのうち5つでクロールlと戦闘後、クロールは第7惑星Meidoを拠点としたことを明かす。だが巡回隊はこの星に宇宙船では辿り着くことができない。Aldousは星系の1つにある古代遺跡に大昔の宇宙船があり、Meidoに行ける可能性があると話す。キーストーンを集め、宇宙船を復活さてMeidoに辿り着く。クロールの大軍団と戦闘後、ラーレンは周りの者を癒す力を持つ巨大なクロールのXellesと戦い、打ち負かす。そして彼らのリーダーのクロールも倒し、侵略の一旦の解決を見た。

## ニンテンドーWi-Fiコネクション

### ダウンロード
ダウンロード機能でDLポイントを使ってビデオクリップ、特別なスペクトロブス、カスタムパーツ、ミネラルを入手できる。最初にダウンロード機能を使うと無料で30DLポイントが貰える。翌週以降、金曜日にアクセスするごとに10DLポイントを入手可能。

### アップロード
アップロード機能でナナイロ星系の星にある7つのグレートブラックホールからスペクトロブスバトルスコアをアップロード可能。シーケンスバトルではプレイヤーはエボルブミネラルや特別なジオを入手するため一定数のクロールを倒す必要がある。ゲーム開始当初はNessaのエリア2の砂漠のグレートブラックホールにしかアクセスできない。小尾で入手できるのはエボルブミネラルのみ。ゲームをクリアするごとにナナイロ星系全体に6つのグレートブラックホールが出現。これらから残るジオを入手できる。

## 評価
本作はレビューアグリケーションサイトMetacriticで「mixed」と判定された。
デトロイトフリープレスでは2/4の星を与え「キャラクターデザインはポケモンほどではないが、キャラクターを発見、育成することに引き寄せられる感覚は任天堂が到達していないレベルでもある」と述べた。シドニー・モーニング・ヘラルドは2.5/5の星を与え「ディズニー作品として期待するものではないがスペクトロブスは始めは爽快でもすぐにだるくなる」と述べた。Anime News Networkでは本作は「必ずしも酷いゲームではなくかなり優れた特徴はあるが魅力的ではない。退屈で反復的なゲームプレイを気にしない人なら遊びたいと思えるかもしれない。だが、みなが次の本当のポケモンの発売を待つのが賢明」と述べてDのスコアを与えた。
ファミ通クロスレビューでは6、7、7、6の26点。レビュアーはとっつきやすいデザインや凝った画面レイアウト、コレクション性、ボリュームを賞賛した一方「まとまりが悪くて遊びにくい、シェイプアップしてほしかった」「フィールドで位置がわからない」「戦闘はクセがあって爽快感に欠ける」とした他、化石発掘について楽しくていずれ作業プレイになるがアイテムのおかげで苦にならないとした者と次第に惰性になるとした者で分かれ、説明不足で不親切な部分が多い全体的にテンポが悪く大雑把な作業になりがちだとした。ファミ通DS+Wiiでは29/40で8が1つ、7が3つだった。

## 続編
詳細はSpectrobes: Beyond the Portalsを参照。
続編『超化石モンスターバトル ゲキトツ・ギャラクシー』はアメリカで2008年10月7日発売、日本で2008年12月11日発売。三人称視点3Dフィールドでプレイヤーはラーレンかジーナを選んでプレイする。また、戦闘中にスペクトロブスとしてプレイすることもできる。ディズニーのソーシャルネットワークサービスDGamerを慰労した2番目のゲームだった。（最初のゲームはThe Chronicles of Narnia: Prince Caspian）
2009年8月18日にWiiで化石モンスター スペクトロブスが発売された。日本では2010年6月17日発売。